# 체흐 신경

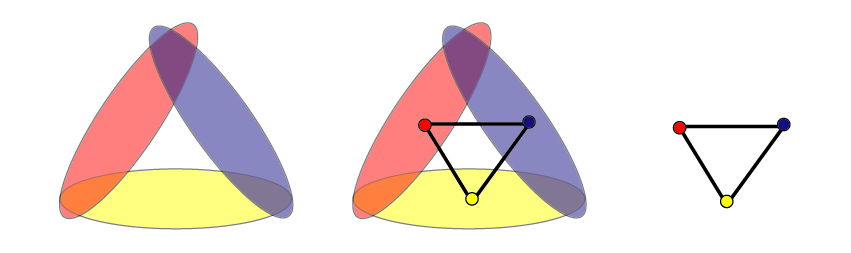
원 은 세 개의 원소를 갖는 열린 덮개를 갖는다. 각 열린집합은 체흐 신경의 꼭짓점(0차 단체)에 대응하며, 두 열린집합의 교집합은 체흐 신경의 변(1차 단체)에 대응한다. 이 예에서 세 개의 열린집합의 교집합(즉, 2차 단체)은 존재하지 않는다.

범주론과 대수적 위상수학에서 체흐 신경(Čech神經, 영어: Čech nerve)은 (충분한 올곱을 갖는) 범주에서, 어떤 사상을 통해 정의되는 단체 대상이다. 기하학적으로, 이 사상은 대략 어떤 “덮개”로 해석된다. 체흐 코호몰로지를 구성하는 데 사용된다.

## 정의
다음이 주어졌다고 하자.
- 범주 {\displaystyle {\mathcal {C}}}
- {\displaystyle {\mathcal {C}}} 속의 사상 {\displaystyle f\colon U\to X}

그렇다면, (만약 모든 올곱들이 존재한다면) 다음과 같은 단체 대상
{\displaystyle \operatorname {\check {C}} (f)\colon \triangle ^{\operatorname {op} }\to {\mathcal {C}}}
을 정의할 수 있다.
- 자연수 {\displaystyle n\in \mathbb {N} }에 대하여,
{\displaystyle \operatorname {\check {C}} (f)_{n}=U^{\times _{X}(n+1)}=\overbrace {U\times _{X}U\times _{X}\dotsb \times _{X}U} ^{n+1}}
- 면 사상은 다음과 같다. (즉, {\displaystyle i}번째 성분만을 제외한, 올곱의 표준적 사영 사상이다.)
{\displaystyle \partial _{i}^{n}\colon U^{\times _{X}(n+1)}\to U^{\times _{X}n}\qquad (0\leq i\leq n)}
{\displaystyle \partial _{i}^{n}=\operatorname {proj} _{0,1,2,\dotsc ,{\hat {\imath }},\dotsc ,n}=\underbrace {\operatorname {id} _{U}\times _{X}\dotsb \times _{X}\operatorname {id} _{U}} _{i}\times _{X}f\times _{X}\underbrace {\operatorname {id} _{U}\times _{X}\dotsb \times _{X}\operatorname {id} _{U}} _{n-i}}
- 퇴화 단체 사상은 다음과 같다.
{\displaystyle s_{i}^{n}\colon U^{\times _{X}(n+1)}\to U^{\times _{X}(n+2)}\qquad (0\leq i\leq n)}
{\displaystyle s^{n}=\underbrace {\operatorname {id} _{U}\times _{X}\dotsb \times _{X}\operatorname {id} _{U}} _{i}\times _{X}\operatorname {diag} _{U}\times _{X}\underbrace {\operatorname {id} _{U}\times _{X}\dotsb \times _{X}\operatorname {id} _{U}} _{n-i}}

이를 {\displaystyle U\to X}의 체흐 신경이라고 한다.

## 예

### 열린 덮개
매끄러운 다양체와 매끄러운 함수의 범주 {\displaystyle \operatorname {Diff} }에서, 매끄러운 다양체 {\displaystyle M}의 열린 덮개 {\displaystyle {\mathcal {U}}=\{U_{i}\}_{i\in I}}가 주어졌다고 하자. (대신 위상 공간의 범주를 사용할 수도 있다.) 그렇다면,
{\displaystyle {\tilde {X}}=\bigsqcup _{i\in I}U_{i}}
를 정의하면, 표준적인 사영 사상
{\displaystyle f\colon {\tilde {X}}\to X}
이 존재하며, 이에 대한 체흐 신경을 구성할 수 있다. 즉, 이 경우 구체적으로
- 0차 단체는 {\displaystyle x\in U_{i}}인 순서쌍 {\displaystyle (x,i)}이다. 0차 단체의 공간은 {\displaystyle {\tilde {X}}=\textstyle \bigsqcup _{i\in I}U_{i}}이다.
- 1차 단체는 {\displaystyle x\in U_{i}\cap U_{j}}인 순서쌍 {\displaystyle (x,i,j)}이다. 2차 단체의 공간은 {\displaystyle \textstyle {\tilde {X}}\times _{X}{\tilde {X}}=\bigsqcup _{i,j\in I}U_{i}\cap U_{j}}이다.
  - 1차 단체 {\displaystyle (x,i,j)}의 두 면(끝점)은 {\displaystyle \partial _{0}^{1}(x,i,j)=(x,j)} 및 {\displaystyle \partial _{1}^{1}(x,i,j)=(x,i)}이다.
  - 0차 단체 {\displaystyle (x,i)}에 대응하는 퇴화 1차 단체는 {\displaystyle s_{0}^{0}(x,i)=(x,i,i)}이다.
- 2차 단체는 {\displaystyle x\in U_{i}\cap U_{j}\cap U_{k}}인 순서쌍 {\displaystyle (x,i,j,k)}이다. 2차 단체의 공간은 {\displaystyle \textstyle {\tilde {X}}\times _{X}{\tilde {X}}\times _{X}{\tilde {X}}=\bigsqcup _{i,j,k\in I}U_{i}\cap U_{j}\cap U_{k}}이다.
  - 2차 단체 {\displaystyle (x,i,j,k)}의 세 면(변)은 {\displaystyle \partial _{0}^{2}(x,i,j,k)=(x,j,k)}, {\displaystyle \partial _{1}^{2}(x,i,j,k)=(x,i,k)}, {\displaystyle \partial _{2}^{2}(x,i,j,k)=(x,i,j)}이다.
  - 1차 단체 {\displaystyle (x,i,j)}에 대응하는 퇴화 2차 단체는 {\displaystyle s_{0}^{1}(x,i,j)=(x,i,i,j)}, {\displaystyle s_{1}^{1}(x,i,j)=(x,i,j,j)}이다.

체흐 코호몰로지는 이 단체 대상에 대한 코호몰로지 이론이다.

### 분류 공간
위상군 {\displaystyle G}가 주어졌다고 하자. 이제, 자명군으로 가는 (유일한) 군 준동형
{\displaystyle G\to 1}
을 생각하자. 이에 대한 체흐 신경은 다음과 같다.
- 0차 단체는 {\displaystyle g\in G}이다. 0차 단체의 공간은 {\displaystyle G}이다.
- 1차 단체는 {\displaystyle (g,h)\in G^{2}}이다. 1차 단체의 공간은 {\displaystyle G^{2}}이다.
  - 0차 단체의 퇴화 단체는 {\displaystyle (g,g)}의 꼴이다.
  - 1차 단체의 면은 {\displaystyle \partial _{0}^{1}(g,h)=h}, {\displaystyle \partial _{1}^{1}(g,h)=g}이다.
- 2차 단체는 {\displaystyle (g,h,k)\in G^{3}}이다. 2차 단체의 공간은 {\displaystyle G^{3}}이다.

이와 같이, 단체군 {\displaystyle \mathrm {E} G}를 정의할 수 있다. 이 위에는 다음과 같은 {\displaystyle G}의 오른쪽 군 작용이 존재한다.
{\displaystyle g\colon (h_{0},h_{1},h_{2},\dots ,h_{n})\mapsto (h_{0}g,h_{1}g,h_{2}g,\dots ,h_{n}g)}
이 오른쪽 군 작용은 추이적 작용이며, 기하학적 실현을 취하면 이는 {\displaystyle G}-주다발
{\displaystyle G\hookrightarrow \mathrm {E} G\twoheadrightarrow \mathrm {B} G={\frac {\mathrm {E} G}{G}}}
을 이룬다. 이는 위상군 {\displaystyle G}의 분류 공간이며, 만약 {\displaystyle G}가 이산군이라면 에일렌베르크-매클레인 공간 {\displaystyle \operatorname {K} (G,1)}을 이룬다.

## 역사
이러한 “단체”는 위상 공간의 범주에서 에두아르트 체흐가 도입하였다.

## 참고 문헌
- Artin, Michael; Mazur, Barry (1969). 《Etale homotopy》. Springer.
- “Nerve theorem”. 《nLab》 (영어).
- Samuel Eilenberg and Norman Steenrod: Foundations of Algebraic Topology, Princeton University Press, 1952, p. 234.